# Damalis longipennis
Damalis longipennis là một loài ruồi trong họ Asilidae. Damalis longipennis được Loew miêu tả năm 1858.